# Dvorce (Stráž nad Nežárkou)
Dvorce (německy Wurzen) jsou malá vesnice, část města Stráž nad Nežárkou v okrese Jindřichův Hradec v Jihočeském kraji. Nachází se dva kilometry východně od Stráže nad Nežárkou. Dvorce leží v katastrálním území Dvorce u Stráže nad Nežárkou o rozloze 1,81 km².

## Historie
První písemná zmínka o vesnici pochází z roku 1387.

## Obyvatelstvo
| Rok            | 1869 | 1880 | 1890 | 1900 | 1910 | 1921 | 1930 | 1950 | 1961 | 1970 | 1980 | 1991 | 2001 | 2011 | 2021 |
| -------------- | ---- | ---- | ---- | ---- | ---- | ---- | ---- | ---- | ---- | ---- | ---- | ---- | ---- | ---- | ---- |
| Počet obyvatel | 87   | 90   | 103  | 94   | 88   | 85   | 72   | 51   | 49   | 43   | 33   | 24   | 18   | 20   | 22   |
| Počet domů     | 13   | 13   | 13   | 14   | 13   | 13   | 16   | 16   | 13   | 13   | 11   | 18   | 18   | 18   | 19   |

## Obecní správa
Při sčítání lidu v letech 1850–1960 Dvorce byly osadou obce Lásenice v okrese Jindřichův Hradec. V letech 1961–1974 byly částí obce Dolní Lhota v okrese Jindřichův Hradec. Od 1. ledna 1975 jsou částí města Stráž nad Nežárkou v okrese Jindřichův Hradec.

## Další fotografie

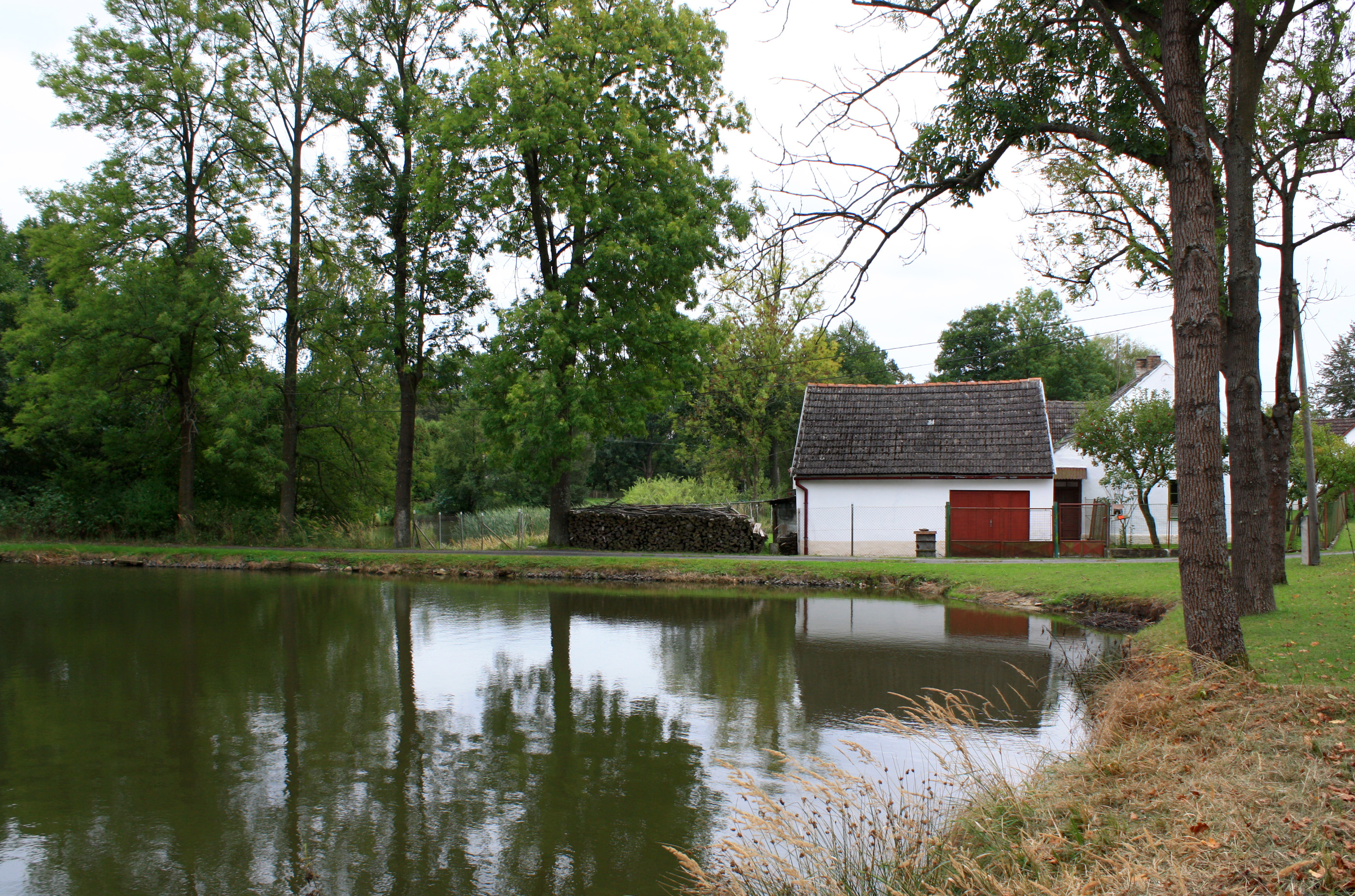
Jeden z místních rybníků
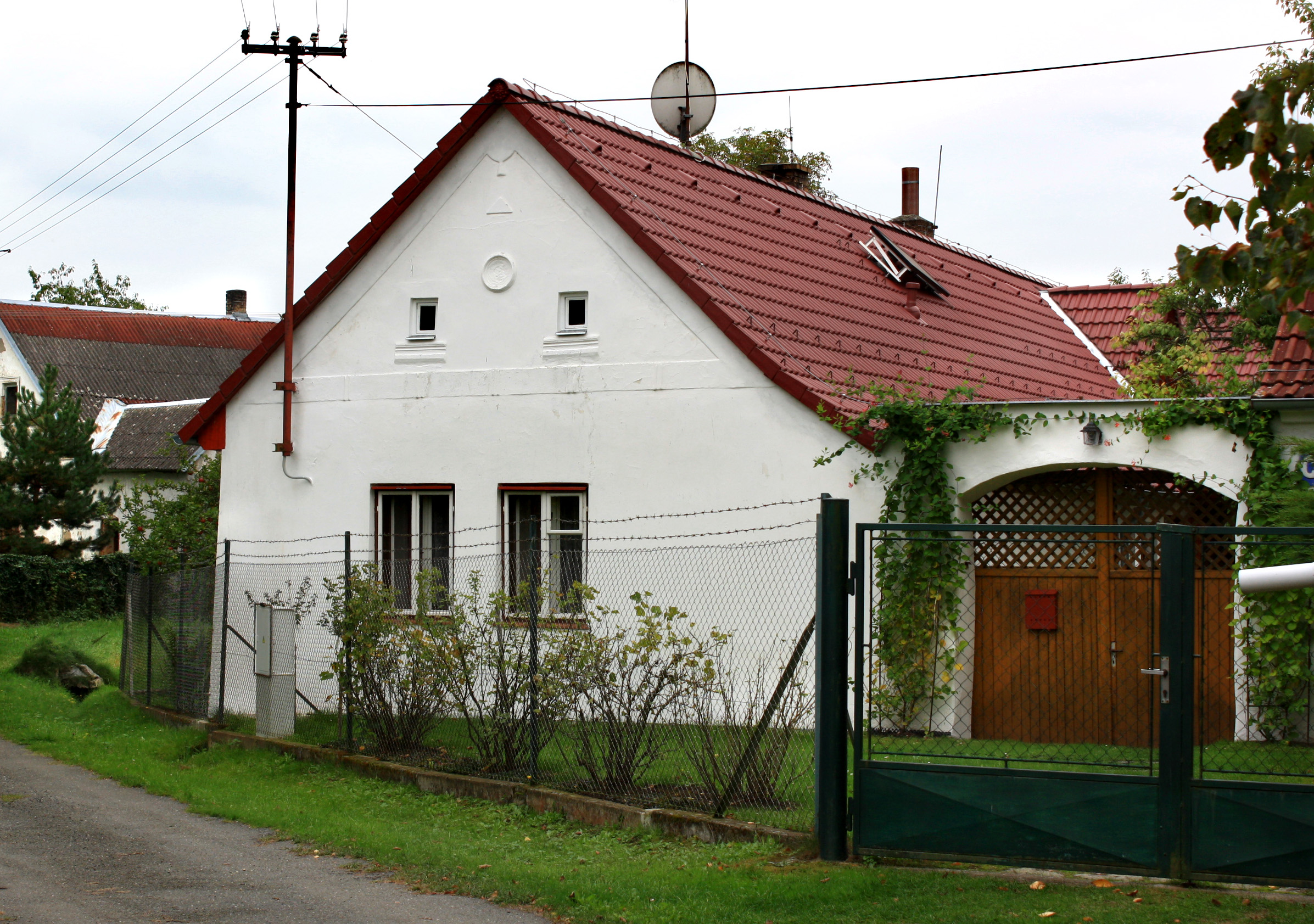
Bývalý statek